# CTIF

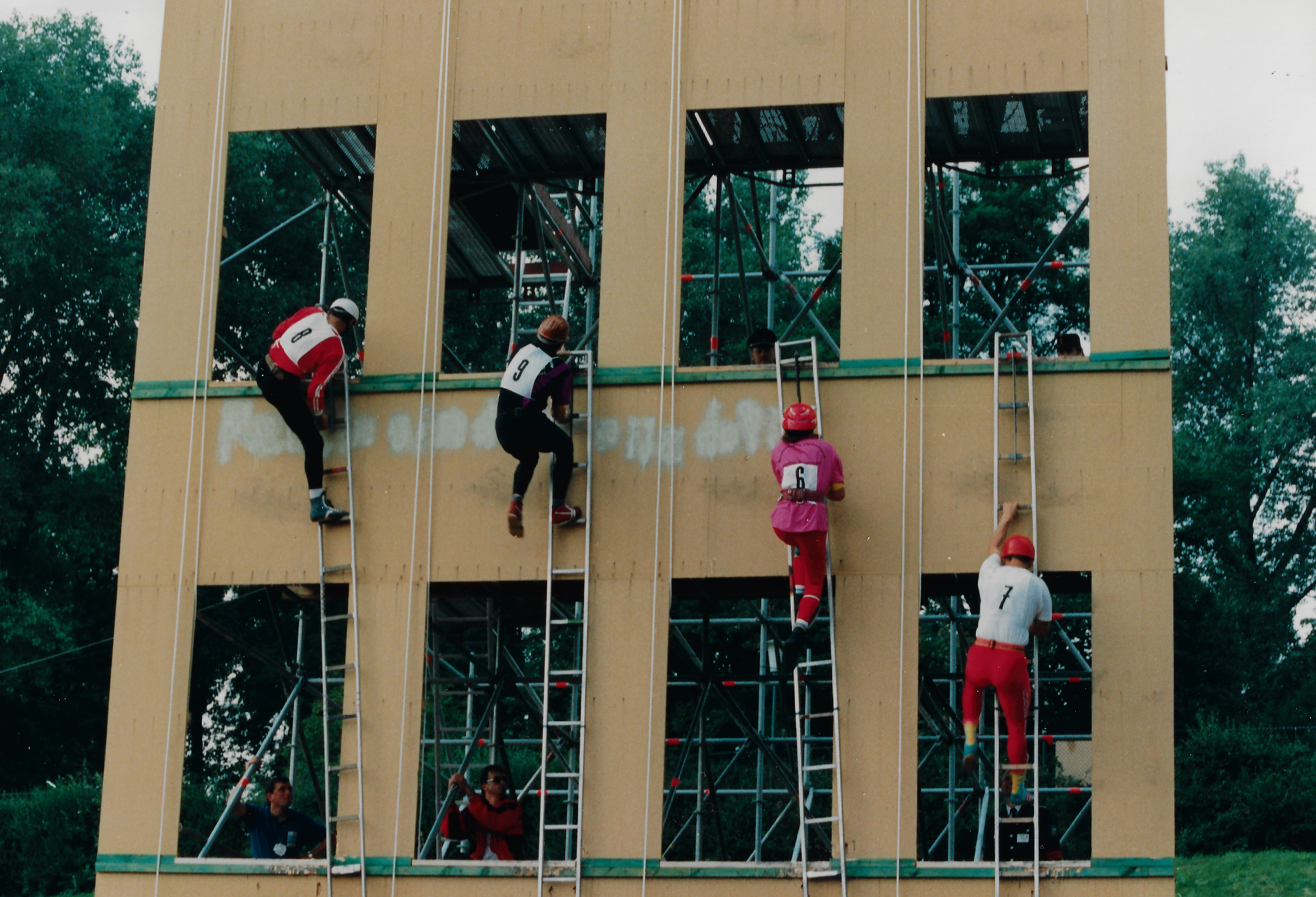
X. Internationale Feuerwehrsportwettkämpfe 1993 in Berlin, Disziplin Hakenleitersteigen – Freiwillige Feuerwehren

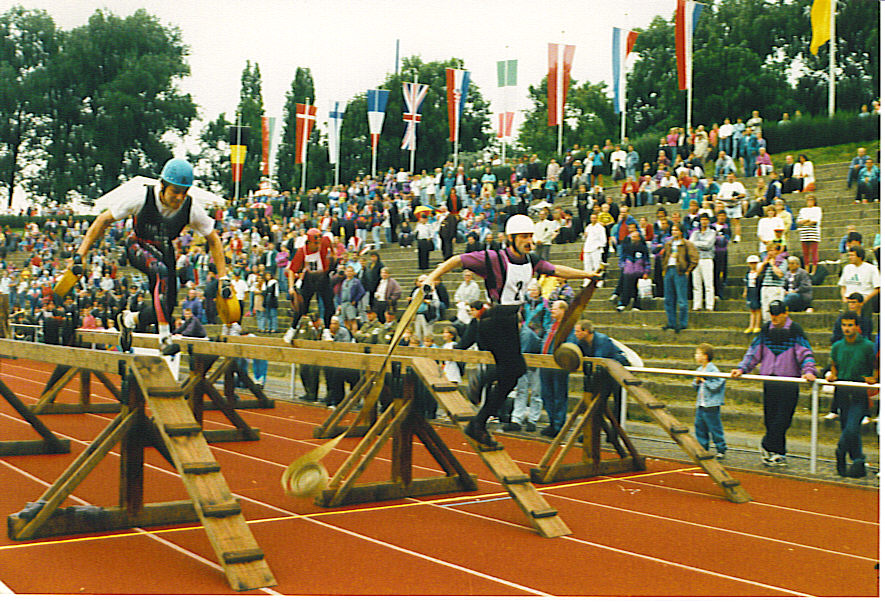
X. Internationale Feuerwehrsportwettkämpfe 1993 in Berlin, Disziplin 100-m-Hindernislauf – Freiwillige Feuerwehren

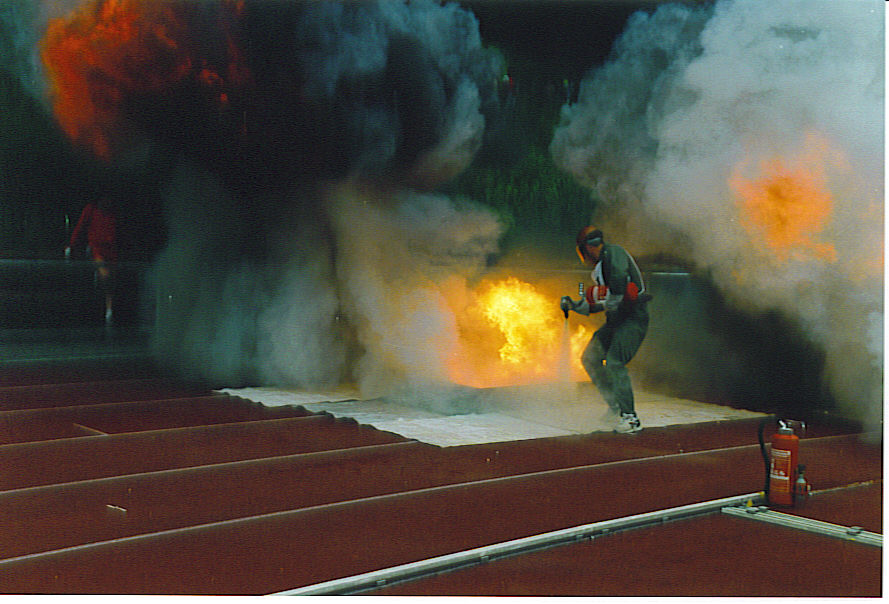
X. Internationale Feuerwehrsportwettkämpfe 1993 in Berlin, Disziplin 4×100-m-Hindernisstaffel – Freiwillige Feuerwehren

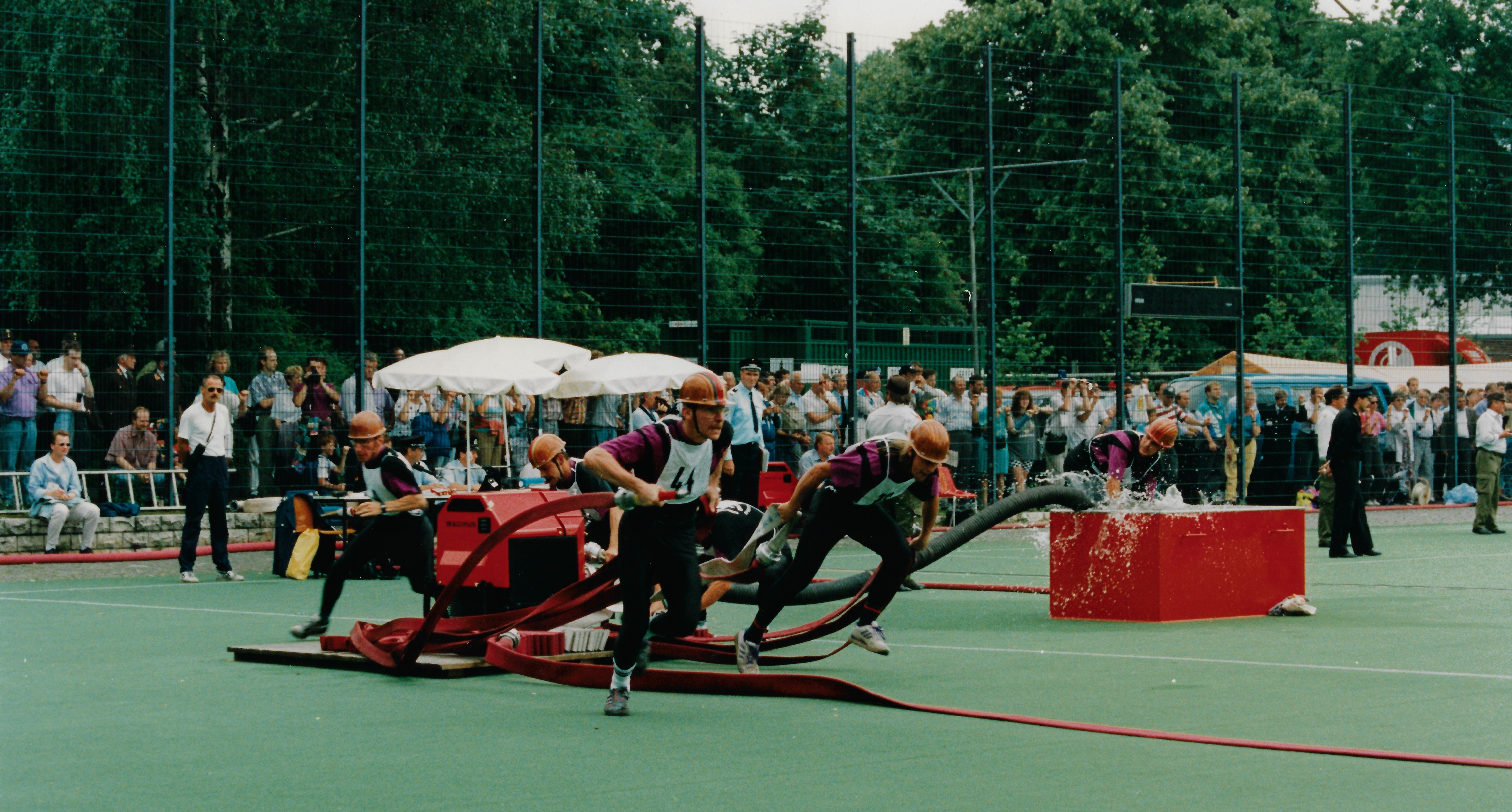
X. Internationale Feuerwehrsportwettkämpfe 1993 in Berlin, Disziplin Löschangriff FF – Sieger: Mannschaft FF Beselich-Obertiefenbach

Das CTIF (Comité Technique International de prévention et d’extinction du Feu; deutsch: Internationales Technisches Komitee für vorbeugenden Brandschutz und Feuerlöschwesen) ist eine internationale Organisation zur Förderung der weltweiten Zusammenarbeit zwischen Feuerwehrmitgliedern und weiteren Experten im Feuerwehr- und Rettungswesen. Die Vereinigung mit Sitz in Ljubljana hat 40 Mitgliedsländer und 46 angeschlossene Mitglieder.

## Geschichte
Die Organisation wurde am 16. August 1900 während der Weltausstellung in Paris als „Großer Internationaler Feuerwehrrat“ gegründet. Wesentlicher Leitgedanke war damals, Kongresse und Symposien in regelmäßigen Abständen zu organisieren, um den Brandschutz länderübergreifend zu fördern. Gründungsmitglieder waren auch der Deutsche Feuerwehrverband und der Österreichische Feuerwehr-Reichsverband unter seinem Gründer und Obmann Reginald Czermack. Als erster Präsident wurde Graf Paul Kamarowsky (offizieller Vertreter der Feuerwehrvereinigung Russlands) gewählt. Erste Vizepräsidenten waren Kommandant Cazier aus Frankreich und Branddirektor Adolph Libert Westphalen (Präsident der Berufsfeuerwehr-Vereinigung Deutschlands) von der Feuerwehr Hamburg. Im Rahmen dieser Weltausstellung wurde zum ersten und einzigen Mal der Feuerwehrsport als Demonstrationssportart der Olympischen Sommerspiele 1900 vorgestellt.

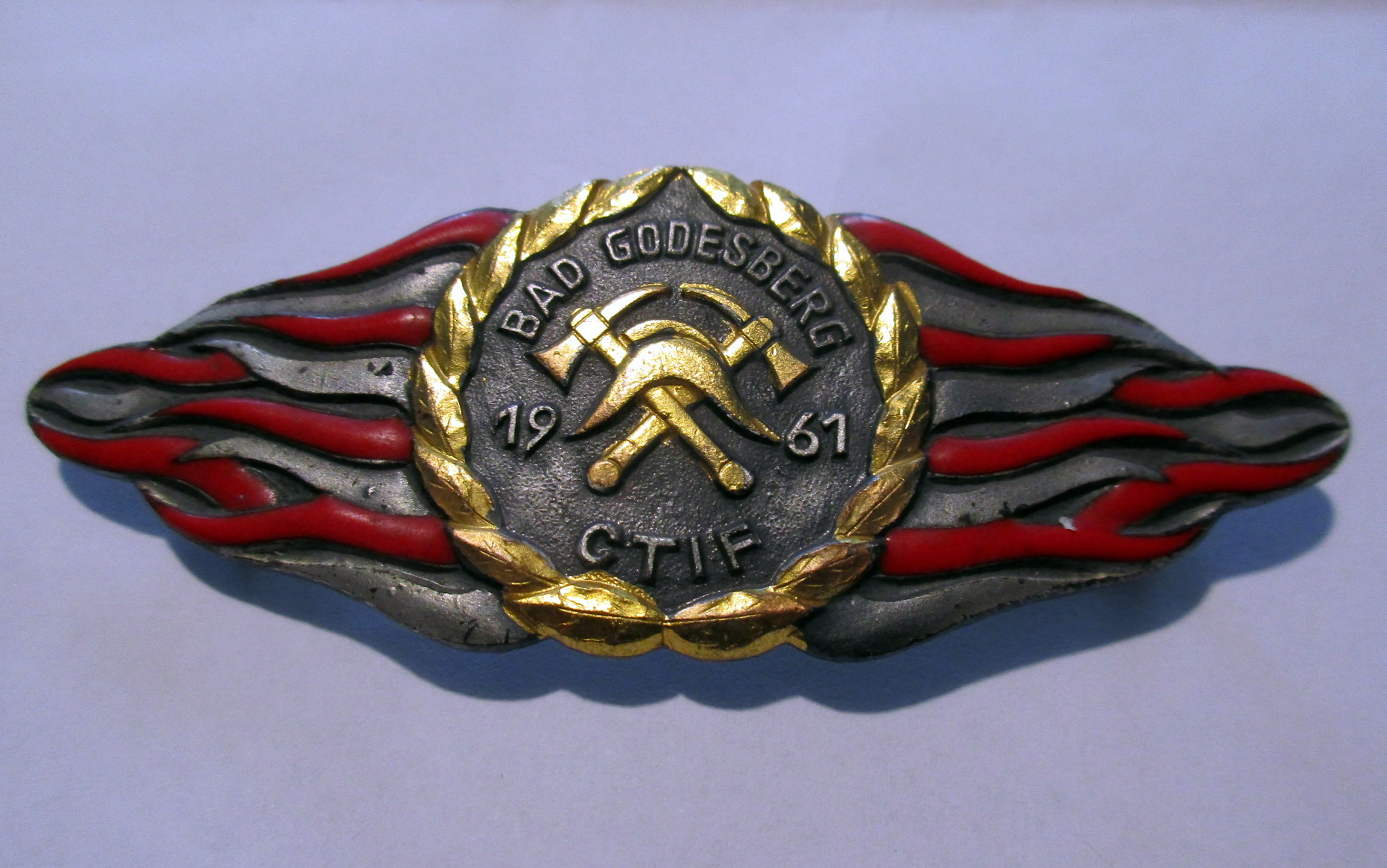
1. CTIF Leistungsspange 1961

Im Jahr 1906 fand in Mailand eine Fachausstellung mit internationalem Feuerwehrkongress statt. Mehrere Feuerwehren aus Großbritannien, Frankreich, Schweiz und Ungarn demonstrierten aus diesem Anlass in einem Wettbewerb ihr Können bei der Anwendung von Lösch- und Rettungsgeräten.
Der Beginn des Ersten Weltkriegs unterbrach die fruchtbare Zusammenarbeit. Erst am 24. Juni 1929 kam es zur Wiedergründung unter Beteiligung von 15 Nationen. Die Organisation wurde in CTIF umbenannt. Oberst Paul-Emile Pouderoux, Kommandant des Feuerwehrregiments der Stadt Paris, wurde zum Präsidenten gewählt.
Nach dem Zweiten Weltkrieg konnte die Organisation am 17. Juli 1946 in Paris im Rahmen eines Gründungskongresses wiedergegründet werden. Zum Präsidenten wurde Oberstleutnant Jean Maruelle aus Frankreich gewählt.

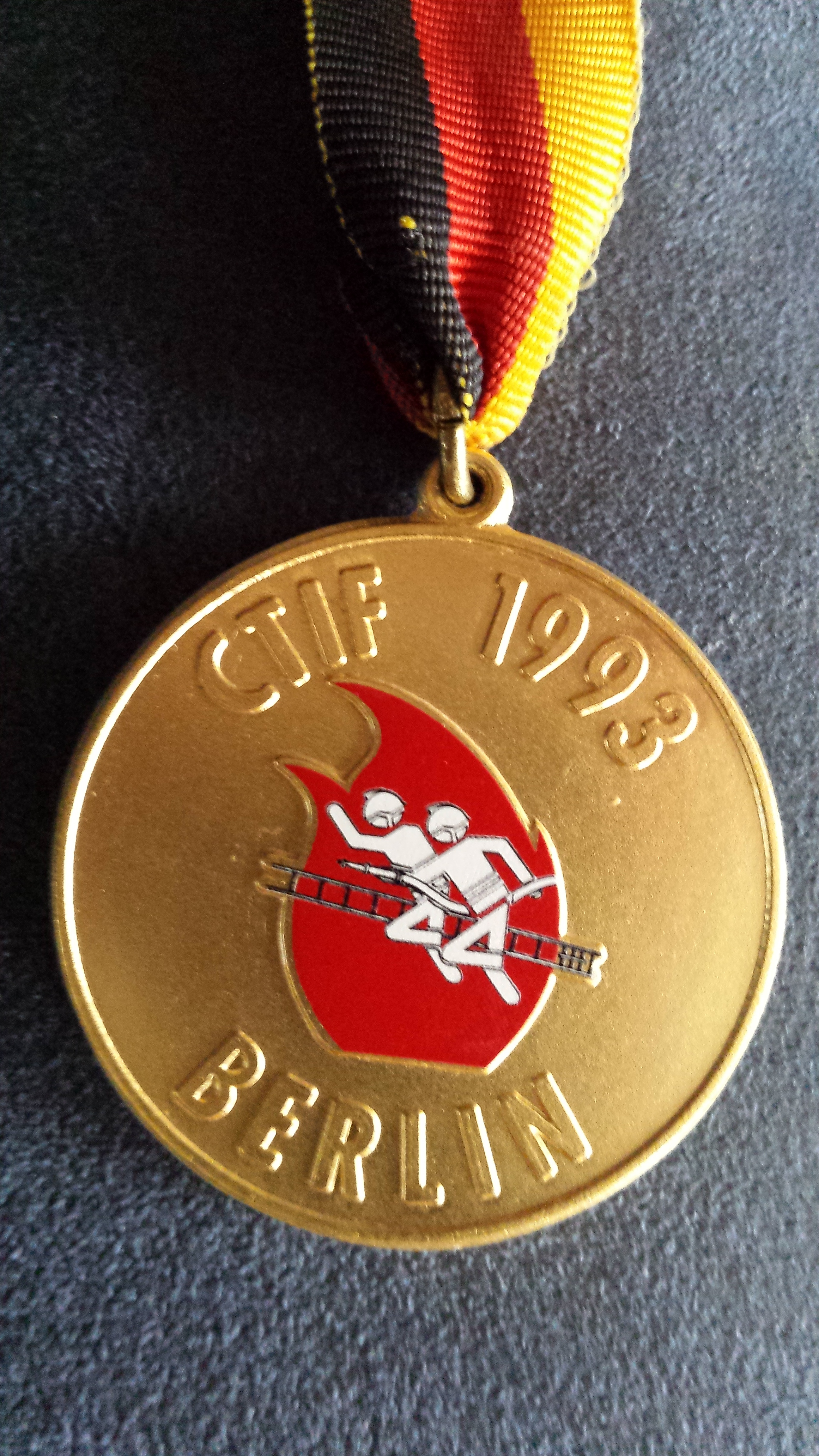
Internationale Feuerwehrsportwettkampf-medaille des CTIF 1993 (gold) – Vorderseite

So wurden erstmals im Jahr 1961 in Bad Godesberg Internationale Feuerwehrwettkämpfe ausgetragen, an denen sich 51 Wettkampfgruppen aus 11 Nationen beteiligten. Im Jahr 1973 kamen in Brünn (Tschechien) die Feuerwehrsportwettkämpfe erstmals neue Wettkampfart bei dieser Feuerwehrolympiade hinzu, zu denen zunächst nur Berufsfeuerwehrmänner teilnehmen durften. Erstmals waren hierbei in Vöcklabruck (Österreich) 1985 auch Freiwillige Feuerwehren teilnahmeberechtigt. Internationale Jugendfeuerwehrwettbewerbe finden seit 1977 statt; die erste Begegnung war in Ettelbrück (Luxemburg).
Die Funktion des Präsidenten führt seit dem Jahr 2020 Milan Dubravac aus. Der Exekutive Rat (Leitungsgremium des Verbandes) ist neben dem Präsidenten mit einem Generalsekretär, einem Kassenverwalter und sechs Vize-Präsidenten besetzt.

### Präsidenten
- 1900 – 1903 Paul Kamarowsky (Russland)
- 1906 – 1908 Sextus Meyer (Dänemark)
- 1908 – 1913 Johannes Meier (Niederlande)
- 1929 – 1939 Paul-Emile Pouderoux (Frankreich)
- 1946 – 1960 Jean Maruelle (Frankreich)
- 1960 – 1981 Josef Holaubek (Österreich)
- 1981 – 1989 Robert Dollinger (Frankreich)
- 1989 – 1997 Gunnar Haurum (Dänemark)
- 1997 – 2004 Francois Maurer (Frankreich)
- 2004 – 2011 Walter Egger (Schweiz)
- 2012 – 2020 Tore Eriksson (Schweden)
- seit 2020 Milan Dubravac (Slowenien)

## Ziele und Aufgaben
Die Organisation fördert die Zusammenarbeit zwischen der Feuerwehr und den Rettungsdiensten auf der gesamten Welt, sowohl in technischen Bereichen als auch auf kameradschaftlicher Ebene.
Das CTIF repräsentiert das internationale Interesse von etwa 300.000 beruflichen und etwa sechs Millionen freiwilligen Kräften der Feuerwehren. Das CTIF trägt zur Entwicklung der Jugendfeuerwehr bei. Es gibt in Europa derzeit 900.000 Jugendliche in der Jugendfeuerwehr.
Es finden jährlich Symposien zu den verschiedensten Themen des vorbeugenden Brandschutzes und der Brandbekämpfung sowie eine Delegiertenversammlung statt. Zwei Mal jährlich tagt das Leitungsgremium, der Exekutive Rat.
In neun international besetzten Kommissionen werden folgende Themengebiete bearbeitet:
- Feuerwehr und Rettungsdienste auf Flughäfen
- Ärztlicher Dienst bei der Feuerwehr
- Waldbrände
- Gefährliche Güter
- Feuerwehr- und CTIF-Geschichte, Museen und Dokumentation
- Jugendleiter
- Europa-Kommission
- Internationale Feuerwehrwettbewerbe im CTIF
- Vorbeugender Brandschutz

Hinzu kommen drei Arbeitsgruppen:
- Ausbildung und Training
- Donauländer
- Freiwillige Feuerwehren

Die Vereinigung bringt jährlich die einzige weltweite Statistik zum Feuerwehrwesen heraus: Die Weltfeuerwehrstatistik.
Außerdem organisiert das CTIF seit dem Jahr 1961 alle vier Jahre Internationale Feuerwehrwettkämpfe (Weltmeisterschaften), die so genannte „Feuerwehrolympiade“, und alle zwei Jahre Internationale Jugendfeuerwehrwettkämpfe. Die letzten Wettkämpfe waren 2022 in Celje (Slowenien).
Die 17. Internationalen Feuerwehrwettbewerbe des CTIF in Celje (Slowenien) wurden von 2021 auf 2022 verschoben und fanden schließlich vom 18. bis 23. Juli 2022 statt.
Die erfolgreichste Feuerwehrjugend hat die Freiwillige Feuerwehr Tragwein in Österreich mit vier Titelgewinnen in Arco (1995), Herning (1997), Varaždin (2005) und Revinge (2007).

## Museumswesen und Feuerwehrgeschichte
Auch der Geschichte des Feuerwehrwesens widmet sich das CTIF. So hat es einen Kriterienkatalog und einer damit verbundenen Zertifizierung von Feuerwehrmuseen erarbeitet. Derzeit sind folgende Museen zertifiziert:
- Feuerwehrbewegungszentrum des Feuerwehr-Verbandes von Böhmen, Mähren und Schlesien in Přibyslav, Tschechien
- Zentrales Polnisches Feuerwehrmuseum, in Mysłowice, Polen
- Außenstelle des Zentralen Polnischen Feuerwehrmuseums in Rakoniewice, Polen
- Deutsches Feuerwehr-Museum in Fulda, Deutschland
- Sächsisches Feuerwehrmuseum Zeithain in Zeithain, Deutschland
- Steirisches Feuerwehrmuseum in Groß Sankt Florian, Österreich

Aber auch historischen Feuerwehrfahrzeugen widmet sich der CTIF. So erarbeitet er laufend Standards, nach dem historische Fahrzeuge erhalten werden sollen. Die Zertifizierung der Fahrzeuge selbst findet durch Organe der einzelnen Staaten statt, wie in Österreich durch den ÖBFV.